# Wrony (Indianie)

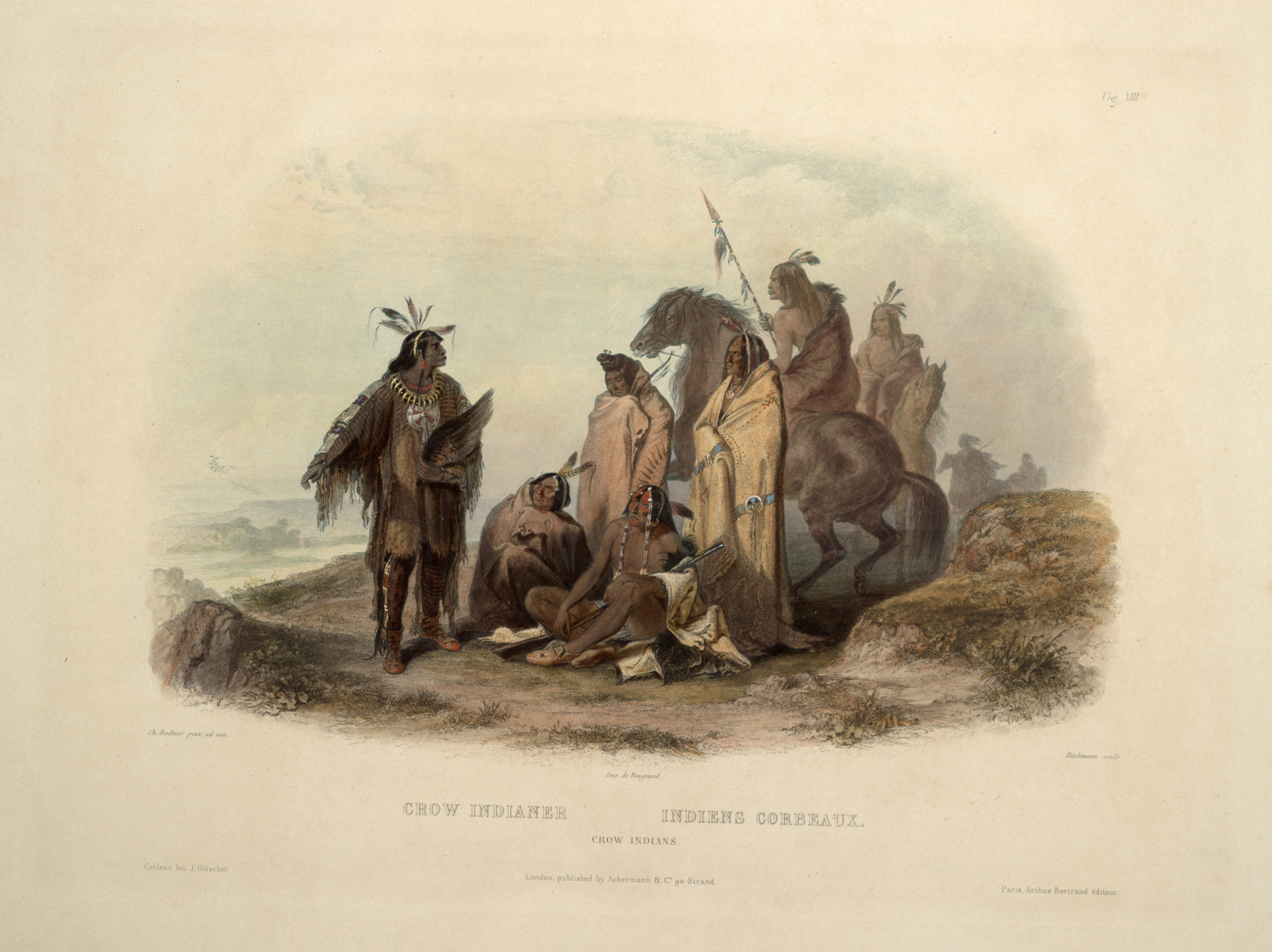
Indianie Crow

Wrony (oryg. Absaroka lub Apsáalooke, ang. Crow, także Kruki) – plemię Indian Ameryki Północnej zamieszkujące Montanę. Słowo „Apsáalooke” oznacza dosłownie „Dzieci wielkodziobego ptaka” (prawdopodobnie wymarłego gatunku, który biali – zapewne błędnie – uznali za wrony).

## Historia

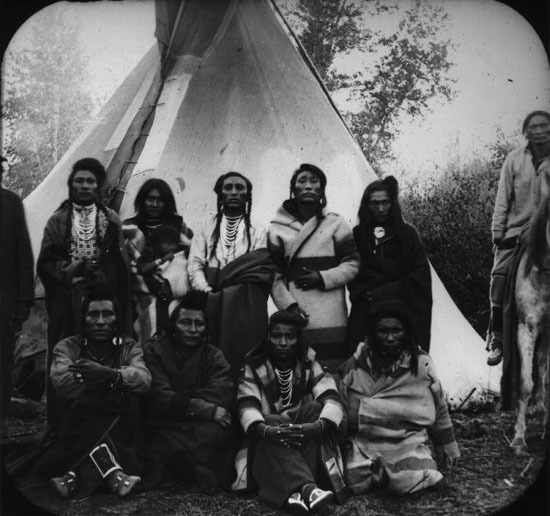
Grupa mężczyzn Apsáalooke siedzących przed tipi

Pierwotnie Apsáalooke zamieszkiwali tereny Gór Skalistych wzdłuż Rzeki Pudrowej, Rzeki Wiatrowej, rzeki Bighorn, oraz na południe od brzegu Yellowstone aż po Fort Laramie nad rzeką Platte.
W czasach historycznych sami Apsáalooke dzielili swoje plemię na trzy lokalne grupy: Mine'sepe're, A'c'araho', Erarapi'o (Obecnie stosują podział według dystryktów w rezerwacie, tj.: Black Lodge, Reno, Lodge Grass, Big Horn (górne i dolne), Pryor).
Podobnie jak sąsiednie plemiona, Apsáalooke dostosowali się do nomadycznego stylu życia, hodując konie oraz psy. Pierwotnie zorganizowani w egzogamiczne i matrylinearne klany, żyli ze zbieractwa (np. owoców leśnych) oraz z myślistwa – polowali na bizony, owce kanadyjskie, jelenie oraz inną zwierzynę.
Ich język był jednym z języków z rodziny siouańskiej.
Pierwszy kontakt tego plemienia z białymi osadnikami miał miejsce w 1743, kiedy Indianie napotkali handlarzy skór z francuskiej Kanady.
Od 1868 Apsáalooke zamieszkują między innymi rezerwat (Crow Indian Reservation) w południowo-wschodniej części stanu Montana.

## Współczesność

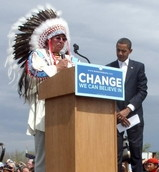
Przewodniczący Rady Plemiennej Carl Venne i Barack Obama podczas kampanii prezydenckiej w 2008 roku

Współcześnie Crow Indian Reservation zamieszkuje około 7900 członków plemienia Apsáalooke. Rezerwat zajmuje powierzchnię 2,3 miliona akrów i obejmuje północną część Pasma Bighorn oraz Pasma Wolf w hrabstwach Big Horn i Yellowstone.
Dziś Apsáalooke są w większości chrześcijanami lub należą do Native American Church (Kościoła Tubylczoamerykańskiego), ale niektórzy są też wyznawcami tradycyjnych wierzeń (uczestnicząc m.in. w Tańcu Słońca, czy obrzędach Stowarzyszenia Tytoniowego). Największą w roku imprezą odbywającą się na terenie rezerwatu jest Crow Fair, festyn odbywający się od 1918.
W roku 2001 Apsáalooke przyjęli nową konstytucję w miejsce obowiązującej od 1948. Na jej mocy, rząd plemienny posiada obecnie odrębną władzę sądowniczą, wykonawczą i ustawodawczą. Wymieniono w niej m.in. uprawnienia władzy wykonawczej i ustawodawczej i wydłużono – z 2 do 4 lat – długość kadencji. Do najbardziej znanych członków plemienia należał wódz Joe Medicine Crow (1913–2016). Od 2002 do 2008 roku przewodniczącym Rady Plemiennej był Carl Venne (zmarły 15 lutego 2009). Obecnym przewodniczącym jest Cedric Black Eagle (Czarny Orzeł).

## Populacja
Według danych U.S. Census Bureau, podczas spisu powszechnego w 2000 roku 9117 obywateli USA zadeklarowało, że ma pochodzenie wyłącznie Crow, zaś 13 394 oświadczyło, że ma pochodzenie wyłącznie lub między innymi Crow. Dla 85% członków plemienia pierwszym językiem jest język apsáalooke (crow).